# Flaga Gwinei
Flaga Gwinei – jeden z symboli narodowych Gwinei.
Flaga została przyjęta 10 listopada 1958, tuż po odzyskaniu niepodległości. Składa się z trzech pionowych pasów: czerwonego, żółtego i zielonego (malachitowego). Są to jedne z barw panafrykańskich, używane przez wiele państw regionu. Projekt flagi został opracowany na podstawie flagi Francji.

## Symbolika
Kolor czerwony symbolizuje poświęcenie i krew przelaną w walce z okupantem oraz o niepodległość Gwinei w 1958. Kolor złoty symbolizuje występujące w Gwinei surowce mineralne (złoto, diamenty i uran) oraz afrykańskie słońce. Zielony pas natomiast symbolizuje roślinność Gwinei oraz rolniczy charakter tego kraju.
Kolory flagi nawiązują także bezpośrednio do motta Gwinei: Praca, Sprawiedliwość, Solidarność (fr. Travail, Justice, Solidarité).

## Podobne flagi
Flaga Gwinei była identyczna z flagą Królestwa Rwandy (1959-1961), dlatego nowa wersja flagi Rwandy zawierała literę R w polu centralnym. Flaga Rwandy została zmieniona w 2001 z powodu jej powiązania z ludobójstwem w 1994.
Inną podobną flagą jest flaga Mali, różni się jednak od flagi Gwinei odwróconą kolejnością pasków oraz jaśniejszym odcieniem zielonego.

## Historyczne flagi
Od wieku XVIII do 1912 środkową i wschodnią część Gwinei zajmował imamat Futa Dżalon. Jego najstarsza flaga składała się z białego trójkątnego płata ze stylizowanym zielonym napisem ‏ٱلْحَمْدُ لِلَّٰهِ‎ (Alhamdulillah – Chwała Bogu). Od 1896 imamat znajdował się pod protektoratem francuskim, więc jego flaga od tamtego roku miała flagę Francji w kantonie.
W latach 1958–1962 Gwinea była częścią Unii Afrykańskich Stanów, razem z Ghaną i Mali (od 1961). Flaga Unii to trzy poziome pasy: czerwony, żółty i zielony, na środkowym pasie dwie (później trzy) czarne gwiazdy symbolizujące przyłączone państwa. Flaga ta stała się inspiracją dla późniejszych flag tych trzech państw

Flaga imamatu Futa Dżalon (XVIII w. – 1896)
Flaga imamatu Futa Dżalon (1896–1912)
Flaga Imperium Wassoulou (1878–1898)
Flaga Unii Afrykańskich Stanów (1958–1961)
Flaga Unii Afrykańskich Stanów (1961–1962)